# Alloxantha platytarsia
Alloxantha platytarsia es una especie de coleóptero de la familia Oedemeridae.

## Distribución geográfica
Habita en Irán.